# Голландцы
Голландцы, или нидерландцы (нидерл. Hollanders, Nederlanders) — народ и нация, коренное население Нидерландов. Общая численность — от 30 до 35 миллионов человек. В Нидерландах проживает 16 366 000 голландцев. Часть представителей народа живёт также в США, Канаде и других странах.
Язык — нидерландский, германской группы индоевропейской языковой семьи, особенно близок немецкому. По языку, традициям, быту эти народы очень близки. Письменность — на латинской основе. Большинство верующих — кальвинисты, в меньшей степени — католики. 
Своё название голландцы получили по названию самой крупной провинции Нидерландов — Голландии.

## История
Первоначально территорию Нидерландов населяли кельты, затем здесь появились германские племена хаттов, саксов, фризов, тубантов, хамавов и батавов. До V века н. э. длилась римская колонизация, параллельно в III—IV веках н. э. здесь проходили франки.
В 768—814 годах Карл Великий подчинил Нидерланды. В Средние века они входили в систему французской феодальной монархии (Фландрия и Артуа) и в состав Германской империи (Брабант, Голландия и другие провинции). В XIV—XV веках эти земли принадлежали герцогам Бургундским. После смерти последнего герцога Бургундского, Карла Смелого, само герцогство перешло к Людовику XI, а Нидерланды — дочери Карла Смелого, Марии, вышедшей замуж за Максимиллиана, императора Германии.

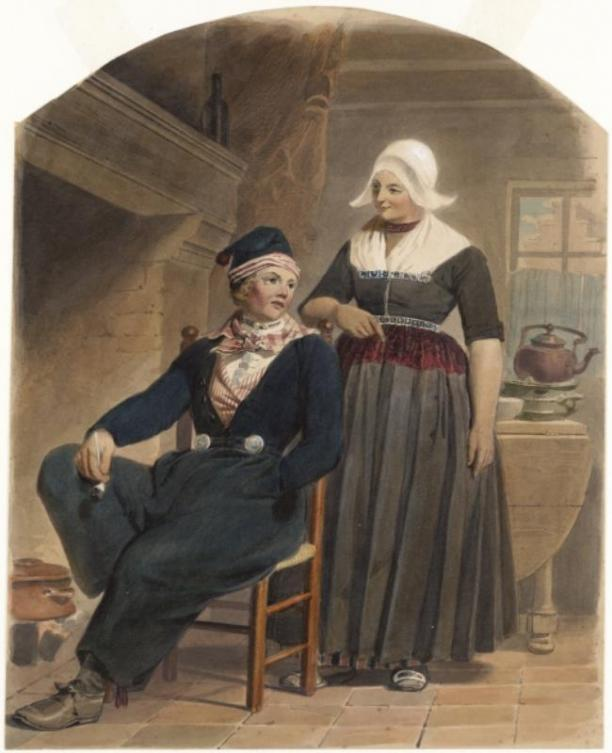
Мужчина и женщина из Волендама в традиционной одежде

Сын Максимиллиана, Филипп I, женившись на Хуане, дочери испанских католических королей, Фердинанда и Изабеллы, стал королём Испании, Нидерланды вошли в состав Испании. При Филиппе II Габсбурге обострились противоречия между народом Нидерландов и испанским правительством, прокатилась волна восстаний («восстание гёзов»). В результате борьбы северные провинции Нидерландов получили независимость, а южные остались за Испанией (будущая Бельгия, смотри статью «фламандцы»). Государство возглавили Генеральные штаты и штатгальтер, должность которого стала наследственной в семье принцев Оранских. В XVII веке Нидерланды были крупной колониальной державой. В настоящее время Нидерландам принадлежат только Антильские острова. Сейчас Нидерланды являются конституционной монархией. Глава государства — король (до 2013 года — королева Беатрикс) и парламент (генеральные штаты).

## Происхождение
По одной из версий, распространённой прежде, нидерландцы являются потомками германского племени батавов, жившего в центральной части Исторических Нидерландов. Батавы, имевшие союзнические отношения с Римской империей, были романизированы, но в 69—70 гг. нашей эры этот факт не помешал им поднять восстание против Рима. Батавам под предводительством Гая Юлия Цивилиса, удалось разгромить четыре римских легиона, нанеся тем самым унизительное поражение Риму. Однако в конечном итоге они были разбиты римской армией под командованием военачальника и пропретора Британии Квинта Петиллия Цериала.
Во время Нидерландской буржуазной революции, длившейся с 1568 года по 1648 год, голландская интеллигенция и учёные увидели в этих событиях сходство с Восстанием батавов, используя это обстоятельство для усиления патриотизма и решимости народных масс к восстанию. Вследствие этого возникли такие относящиеся к нидерландцам названия как:
- Lingua Batava, латинское название нидерландского языка.
- Батавия, колониальная столица Голландской Ост-Индии c 1619 по 1942 годы, сейчас столица Индонезии Джакарта.
- Нидерланды c 1795 по 1806 годы были известны как Батавская республика.

## Антропологический тип

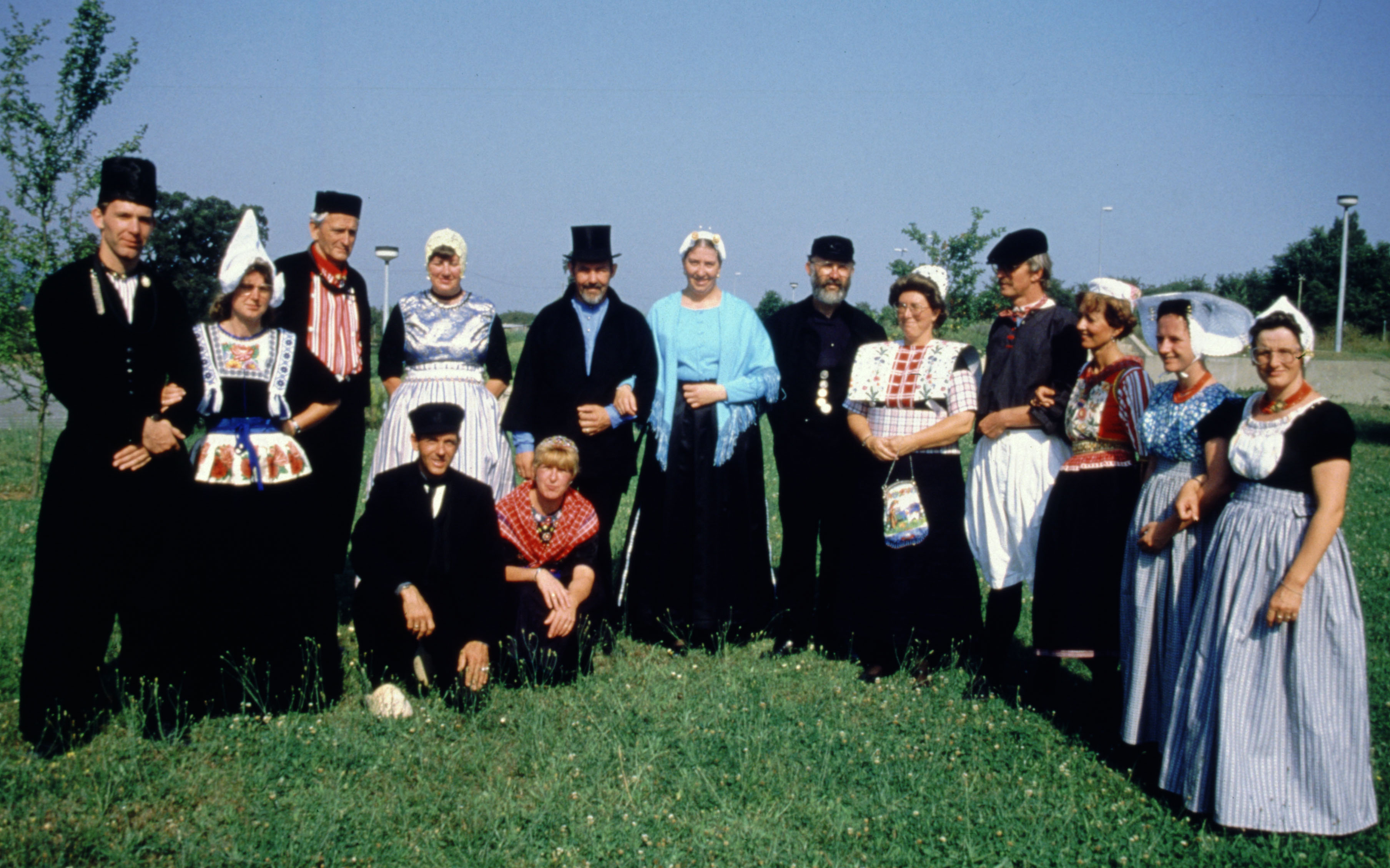
Танцоры в традиционной голландской одежде

Антропологические типы голландцев в целом совпадают с типами населения Северной и Центральной Германии. Следы негерманских предков (тёмный цвет глаз и волос, небольшой рост, матовая кожа и широкий череп) можно найти в антропологическом типе населения южных провинций Нидерландов. 
Голландцы сочетают северо-европейские и центрально-европейские антропологические типы: первые преобладают на севере страны, вторые — южнее реки Рейн в провинциях Зеландия, Северный Брабант и Лимбург.
Голландцы имеют самый высокий рост среди народов Европы: средний рост мужчин — 192 см, женщин — 178 см.

## Нидерландцы, живущие за пределами родины
За пределами Нидерландов проживает немало голландцев. В Южно-Aфриканской республике их насчитывается приблизительно 5 млн., столько же в Соединённых Штатах Америки, в Канаде около 1 млн. и в Австралии 270 тысяч.

### Южно-Африканская Республика
Африканеры или буры — этническая группа, принадлежащая к белой расе, — потомки голландских колонистов, а также немцев, валлонов и французских гугенотов высадившихся в XVII веке на мысе Доброй Надежды. Кроме африканеров, на этом языке говорят также и «цветные», то есть люди смешанного бурско-негритянского происхождения.

### Антилианцы и Арубанцы
Нидерландские Антильские острова и Аруба являются частью Королевства Нидерландов. Население этих регионов не принадлежит к какой-либо из германских этнических групп, но всё же многие антилианцы имеют смешанное нидерландское происхождение. Всё население Антильских островов имеет нидерландское подданство.

### Суринам
Суринам, где большая часть креольского населения имеет нидерландские корни, является к тому же и нидерландско-говорящей страной c официальным статусом этого языка в качестве государственного.

### Индонезия
17 августа 1945 г. Индонезия провозглашает независимость, которую Нидерланды признали в 1949 г. Многим индонезийцам, в особенности тем, кто имел голландские корни, пришлось выбирать между нидерландским и индонезийским подданствами. Почти все пожелавшие иметь Нидерландское гражданство переехали в Нидерланды.

## Голландские фамилии
Голландские фамилии и имена легко узнаваемы в мире главным образом из-за приставок, таких как van, van der, de. В Соединённых Штатах, отчасти из-за популярности богатых промышленников, таких как Корнелиус Вандербилт (нидерл. Cornelius Vanderbilt), голландские фамилии зачастую ассоциируются с кем-то кто из высших слоёв общества, несмотря на то, что в переводе эти фамилии означают что-то ординарное, например всё та же фамилия Вандербилт, (Van-der-Bilt) в переводе не что иное как кто-то, кто происходит или из «де Билтa», (нидерл. de Bilt) — маленького городка под Утрехтом, (нидерл. Utrecht), или имя футболиста Робина ван Перси обозначает Робин из Персии. В отличие от немецкой приставки «фон» (нем. Von) голландская «ван» (нидерл. Van) не указывает на какой-либо аристократический статус человека.

## Образ жизни, обычаи и традиции

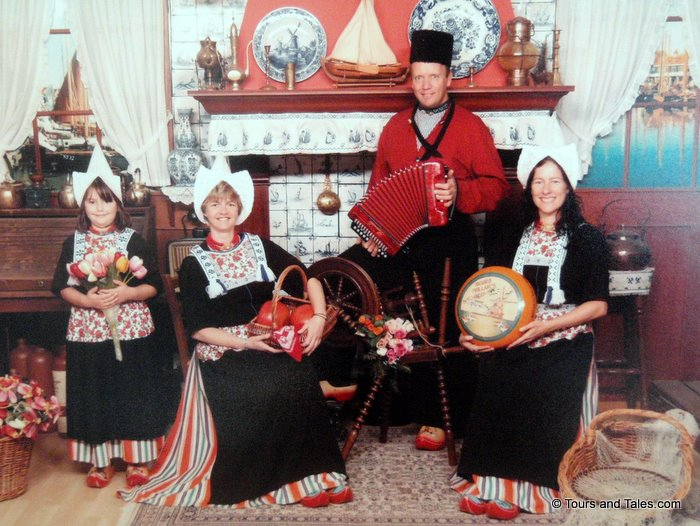
Семья в традиционной голландской одежде

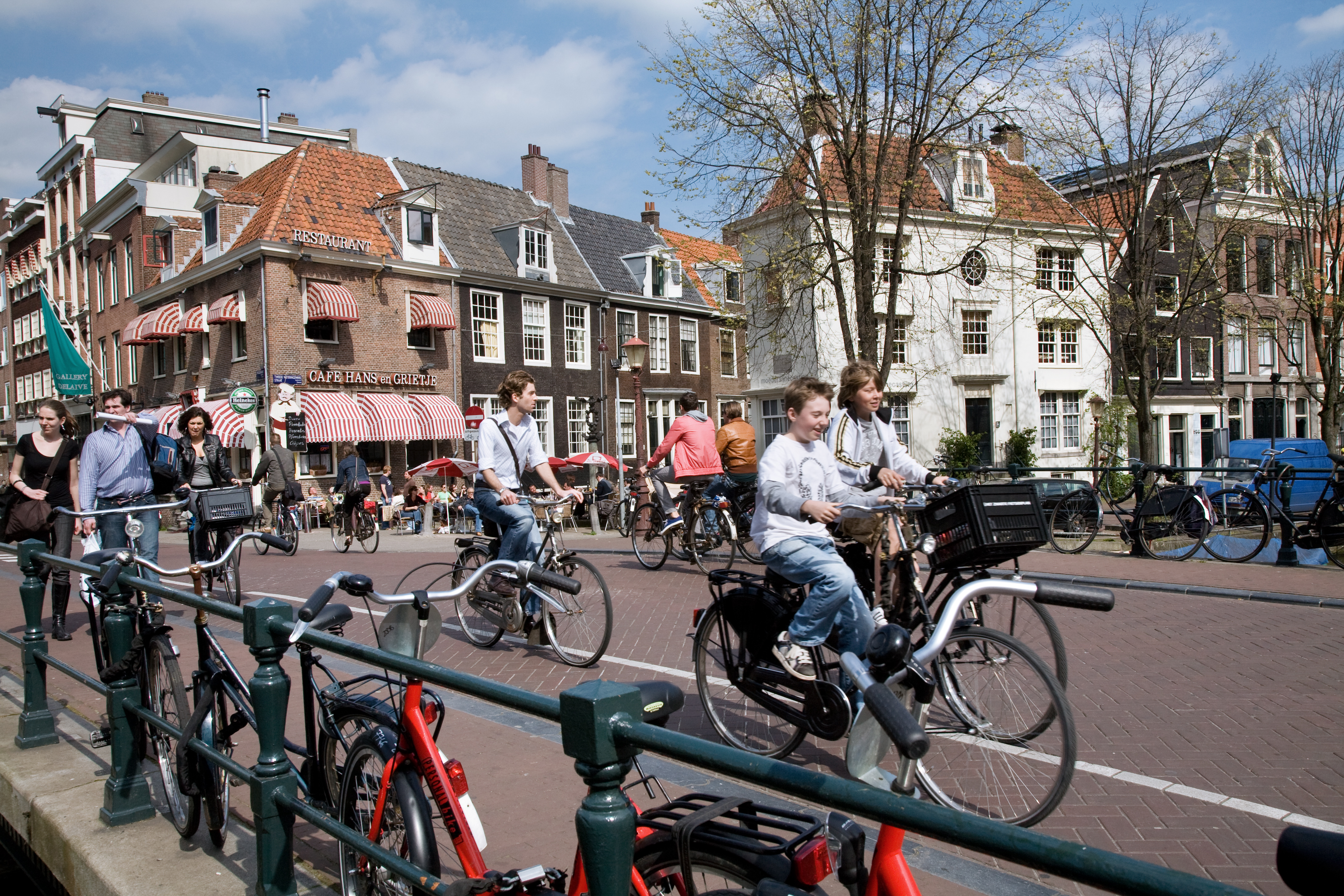
Велосипедисты в Амстердаме

В голландском менталитете четко выражен дух кальвинизма, включающий упорный труд как главную ценность, скромность, экономию, самодисциплину. К кальвинизму восходит и своеобразная система общественного контроля, когда каждый следит за каждым, что включает и доносительство о нарушении правил. Голландцы известны культом чистоты, для них обычен раздельный сбор мусора. Если выбросить, например, использованные батарейки в бак для стекла, то заметившие это соседи могут вызвать полицию. У голландцев не принято закрывать шторами окна, поэтому снаружи всегда можно видеть, что происходит в доме. Среди голландцев не принято выделяться из толпы, быть непохожим на всех.
Большинство голландцев уделяют серьезное внимание здоровому образу жизни, занятиям физкультурой. В XX веке самым популярным средством передвижения для них стал велосипед.
Голландцы известны искусством осушать участки моря (польдеры). Осушенные участки земли ограждаются от моря дамбами (по-нидерландски — dijk), на одном из таких участков расположена целая провинция, Флеволанд (180 тыс. чел. населения).
Нидерланды — страна старинной городской культуры. Сохраняются также здесь и хутора, посёлки, деревни, в которых до сих пор встречается наиболее древний тип крестьянских домов — гумно, где все жилые и хозяйственные помещения находятся под одной крышей. Другие типы — халлехёйс (саксонский дом) и гульфхёйс (фризский дом). Характерные черты обстановки — камины, кровати в нишах.
Давняя традиция — рыболовство. Традиционные ремёсла — обработка дерева, высокоразвитая резьба, роспись, кузнечное (изготовление каминных щипцов, флюгеров, художественных изделий), серебряные изделия, производство фаянса (в Дельфте). Национальный вид обуви — деревянные башмаки (кломпы).

### Кухня
Основная пища — в первую очередь — сыр, картофель, овощи, рыба, молочные продукты. Хлеба едят очень много. Традиционные блюда — картофель с овощами, мясо, тушёное с овощами, морковью, луком, гороховый суп. Особое лакомство — харинг (сельдь). Разнообразны кондитерские изделия. Традиционный напиток — пиво.

## Праздники

### Национальные праздники

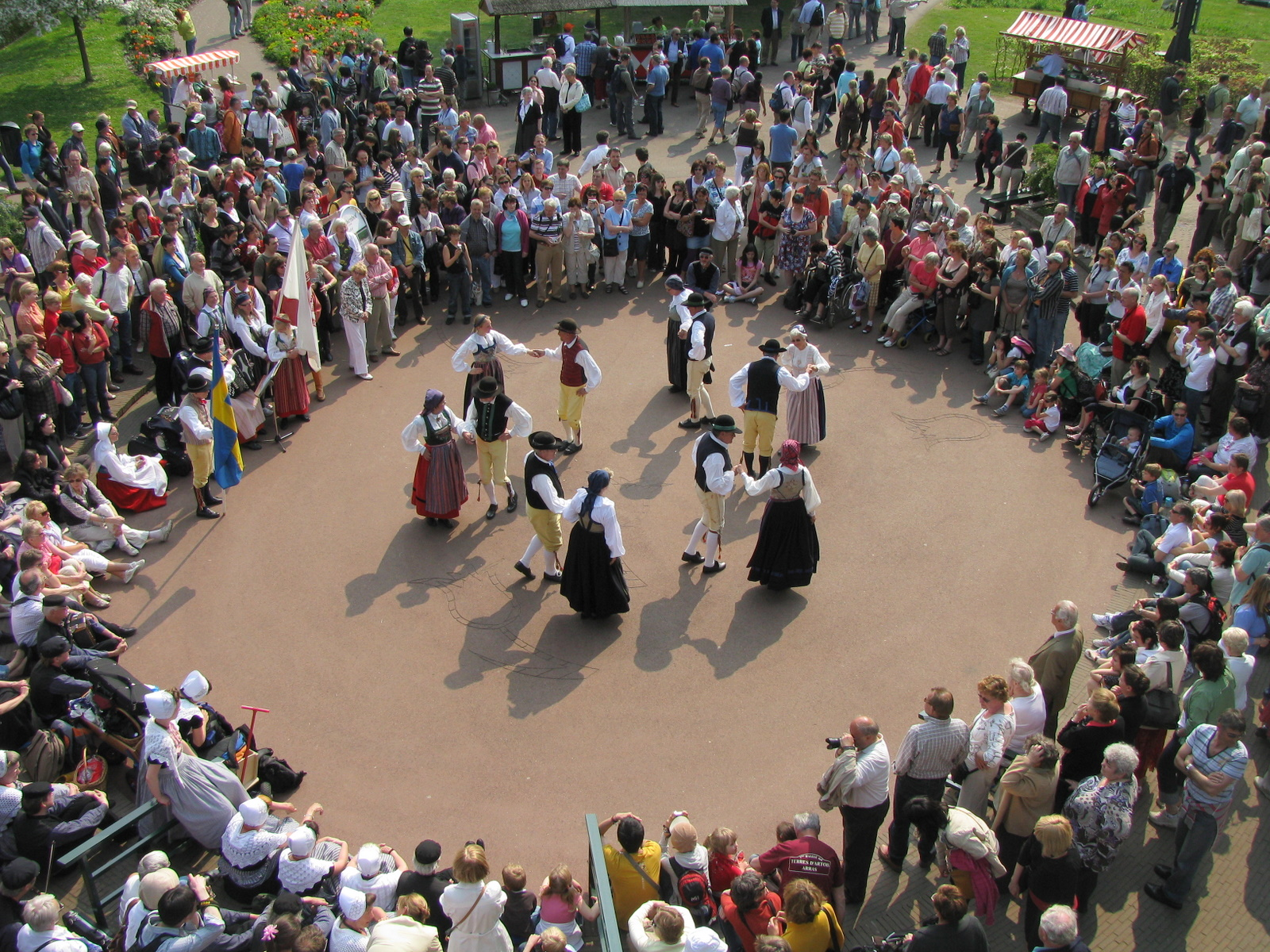
Праздник в парке Кёкенхоф в Лиссе, 1 мая 2009 года

- 27 апреля — День королевы. Он является главным праздником в Нидерландах. Все торговцы в этот день освобождаются от уплаты налогов. Люди одеваются во все оранжевое, улицы городов украшаются оранжевыми фонарями[21].
- 5 мая — День Освобождения в Нидерландах (Bevrijdingsdag)

### Общепризнанные праздники
- Новый год — 1 января
- Великая пятница
- Пасха
- Вознесение Господне — 39 дней после Пасхи
- День Святой Троицы
- Рождество Христово — 25 и 26 декабря

### Прочие праздники
- 14 февраля — День святого Валентина
- Карнавал
- 1 мая — Первое мая
- 4 мая — День поминовения (Нидерланды)
- второе воскресенье мая — День матери
- третье воскресенье июня — День отцов
- третий вторник сентября — Принсьесдаг (Prinsjesdag)
- 4 октября — Всемирный день защиты животных
- 11 ноября — День Святого Мартина (Sint-Maarten)
- 5 и 6 декабря — Синтаклаас
- 15 декабря — День Королевства (Koninkrijksdag)

## Символика
Флаг королевства Нидерландов: три горизонтальные полосы, сверху — красная, в середине — белая, внизу — синяя. Традиционный для голландцев цвет — оранжевый: использовался на флаге королевства до 1630 года когда был заменён на красный, однако оранжевый цвет по-прежнему используется как в самой Голландии, что отражено, например, на флаге министра обороны и королевском штандарте, так и за её пределами, в частности, среди буров Южной Африки (флаги Оранжевой республики, флаг ЮАР (до 1994 года), флаг Орании). Оранжевый цвет — традиционный для формы голландских футболистов и болельщиков.
Герб — синий щит с изображением золотого льва и королевской короной, с двух сторон поддерживаемый золотыми львами-щитодержателями, внизу — лента с девизом (фр. je maintiendrai). Сзади размещена мантия, сверху — ещё одна корона.

## Искусство
Под искусством Нидерландов (Старых) понимается единое искусство Голландии и Фландрии, до XVI века. В XVII веке фламандское и голландское искусство разделилось, но имеет много общих черт. Архитектура голландцев отличается тем, что дома имеют узкий фасад, на улицу выходит 3-5 окон. Верх венчает фронтон, украшенный по-разному, в стиле ренессанса или барокко.
Наиболее известные образцы: «Рыцарский зал» в Гааге, готика, дворец Хюгетан в Гааге (теперь Королевская библиотека), автор — Д. Маро; церковь Аудекерк, готика, церковь Вестеркерк (Х. де Кейсер) и ратуша (Я. ван Кампен, теперь Королевский дворец) в Амстердаме.
Амстердам — официальная столица Нидерландов. Амстердам — крупнейший промышленный центр, город построен на воде, в нём более 50 каналов и более 500 мостов (в разных источниках цифры варьируются).
Голландцы имели одну из сильнейших в Европе школ живописи. В период Старых Нидерландов существовала нидерландская школа, Наиболее известные её мастера:
- Иеронимус Босх (1454—1516);
- Питер Брейгель Старший (1520(30)-1569);
- Хуго ван дер Гус (1435(40)-1482),
- Лукас ван Лейден (1489(94)-1533);
- Рогир ван дер Вейден (1400—1464).

В XVII в. возникла голландская школа (наряду с фламандской). Кроме пейзажа и портрета особой популярностью пользовался бытовой жанр. В целом для голландцев типичен реализм. Любовь к материальной жизни дала развитие жанру натюрморта. Наиболее известные художники:

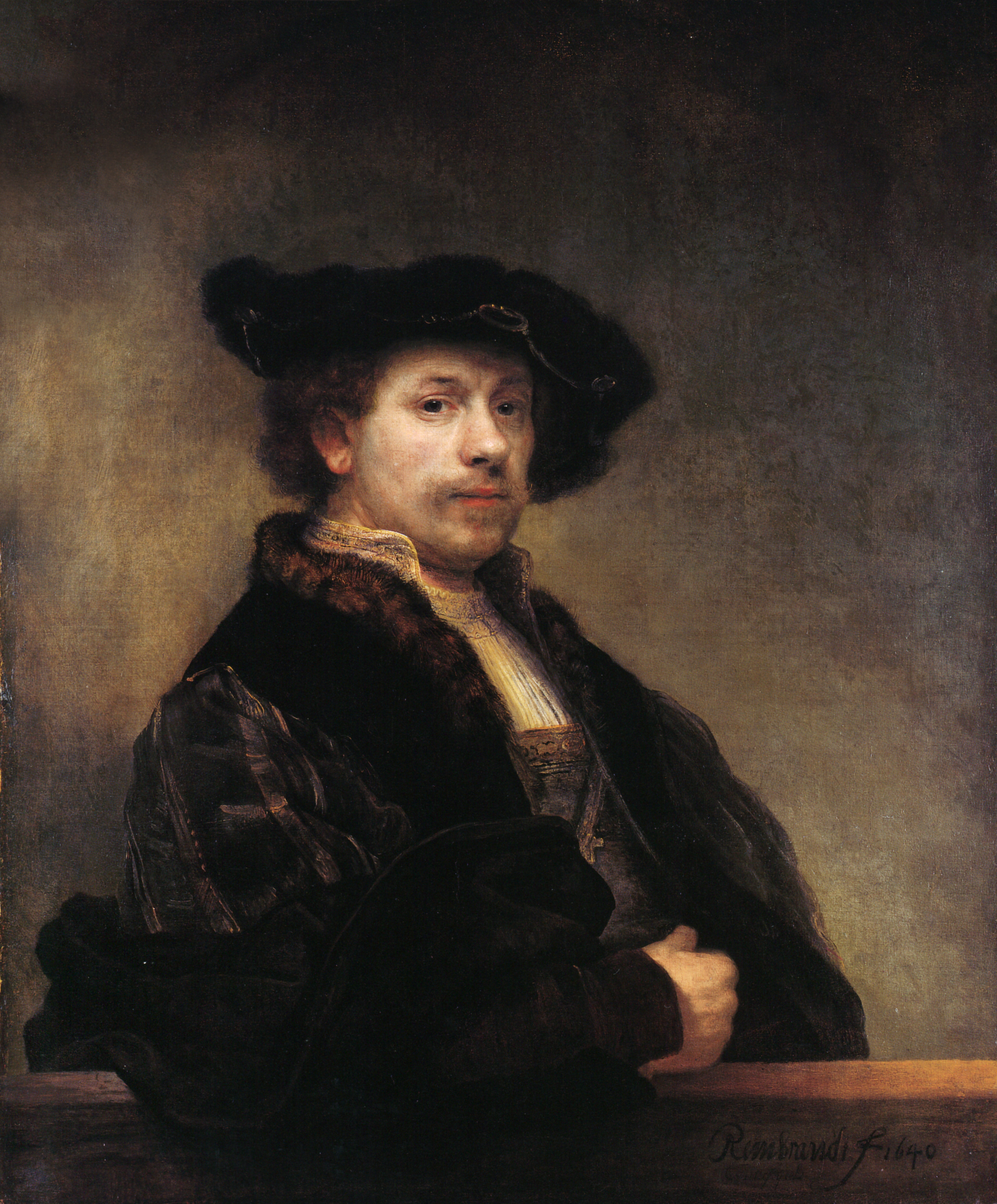
Рембрандт. aвтопортрет, 1640 г.

- Ян Вермеер Дельфтский (1632—1685);
- Питер Клас (1596/97—1661);
- Адриан ван Остаде (1610—1667),
- Паулюс Поттер (1625—1682);
- Якоб ван Рёйсдаль (1628—1682);
- Рембрандт Харменс ван Рейн (1606—1669),
- Герард Терборх (1617—1661);
- Франс Халс (1581—1660);
- Питер де Хох (1629—1685).

Рембрандт — выдающийся художник, живописец, офортист и рисовальщик. Учился в университете, у Сванебюрха и Ластмана. Сын мельника. Работал в Лейдене и Амстердаме. Наследие его — 800 картин, 300 офортов и 2000 рисунков. Творчество Рембрандта не ограничено одним жанром, он затрагивал любые темы. В конце жизни был объявлен несостоятельным должником.
В число трёх самых великих голландских живописцев, кроме Рембрандта, входят также Франс Халс и Ян Вермеер Дельфтский. Самый старший из них, Халс, был великим реформатором в области портрета. Творчество Вермеера охватывало тот же тематический круг, что и творчество Рембрандта. Обычно его работы изображали одного-двух людей, чаще всего простых людей за повседневной работой. Кроме того, Вермеер считается одним из самых сильных в мире колористов, которых насчитывается значительно меньше, чем просто великих художников. Место рождения художника, город Дельфт, изображён на одной из его картин.